# Karen Lynn Gorney
Karen Lynn Gorney, född 28 januari 1945 i Beverly Hills i Los Angeles, är en amerikansk skådespelare, dansare och sångare.
Gorneys första framträdande var 1962, vid 17 års ålder, i filmen David och Lisa. Hennes stora genombrott var som motspelare till John Travolta i filmen Saturday Night Fever från 1977.

## Filmografi i urval
- 1962 – David och Lisa
- 1977 – Saturday Night Fever
- 1991 – Ett tufft jobb
- 1996 – Ripe
- 1997 – Men in Black (ej krediterad)
- 1999 – Cradle Will Rock (ej krediterad)
- 2006 – A Crime
- 2014 – Late Phases